# Agriphila latistriusa
Agriphila latistriusa là một loài bướm đêm trong họ Crambidae.